# Столарчик, Якуб
Якуб Стола́рчик (пол. Jakub Stolarczyk; род. 19 декабря 2000, Кельце) — польский футболист, вратарь английского клуба «Лестер Сити».

## Биография

### Игровая карьера

#### Молодёжная карьера
Начинал игровую карьеру в клубе седьмого дивизиона «Пяст» из города Хенцины. В 2017 году присоединился к молодёжному составу английского клуба «Лестер Сити» и в первом же сезоне он был основным вратарём молодёжной команды.

#### Взрослая карьера
31 января 2022 года Столарчик на правах аренды перешёл в клуб шотландского Чемпионшипа «Данфермлин Атлетик». Дебютировал на профессиональном уровне 5 февраля в матче с клубом «Эр Юнайтед»; тот матч закончился со счётом 1:1. Всего в том сезоне он сыграл 11 матчей за «Данфермлин Атлетик».
15 августа 2022 года на правах аренды перешёл в клуб Английской Лиги 1 «Флитвуд Таун». 23 августа дебютировал за новую команду в Кубке Английской футбольной лиги в матче против «Эвертона» — «Эвертон» выиграл со счётом 1:0. Столарчик сыграл 3 матча в Кубке Англии, в котором «Флитвуд Таун» дошёл до 1/8 финала, что является лучшим результатом в истории клуба. В том сезоне он так и не сыграл в Лиге 1 и 13 января 2023 года был возвращён в «Лестер».
23 января 2023 года на правах аренды перешёл в клуб Английской Лиги 2 «Хартлпул Юнайтед».
12 августа 2023 года дебютировал в Чемпионшипе в матче против клуба «Хаддерсфилд Таун»; «Лестер» выиграл ту встречу со счётом 1:0. По итогам сезона 2023/24 «лисы» добились возвращения в Английскую Премьер-лигу. 27 декабря 2024 года Столарчик дебютировал в Премьер-лиге за «Лестер» в матче против «Ливерпуля»; матч завершился поражением «лис» со счётом 1:3.

## Достижения
«Лестер Сити»
- Победитель Чемпионшипа Английской футбольной лиги: 2023/24